# 蝶々殺人事件
『蝶々殺人事件』（ちょうちょうさつじんじけん）は、横溝正史の長編探偵小説。「由利麟太郎シリーズ」の一つ。1946年に探偵小説雑誌『ロック』に連載された。

## 概要
本作は、1946年（昭和21年）初頭に創刊された探偵小説雑誌『ロック』の第3号から第10号まで、8回にわたり連載された探偵小説である。
F・W・クロフツの『樽』を意識した内容で、「樽」ならぬ「コントラバス・ケース」内の死体をめぐる謎が描かれている本作は、作者自身の自選ベストにも頻繁に名前が挙がる作品で、『週刊プレイボーイ』1975年（昭和50年）10月28日号の“わたしの10冊”で本作を5番目に挙げている。横溝らしい怪奇色がほとんど見られないが、そのぶんスマートなストーリーテリングと謎解きの妙味で勝負しており、坂口安吾は横溝を世界のベストファイブ級の才能と絶賛する一文で本作を筆頭に挙げている。
本作は探偵・由利麟太郎が活躍する戦後初の長編作品であるとともに、由利先生（由利の通称）の出番が消えていく時期の作品でもある。『本陣殺人事件』で新しい探偵として金田一耕助を創造したため、戦後は由利先生と三津木俊助のコンビを登用するつもりはなかった。しかし、横溝正史による解説で後述のとおり『本陣』と本作を同時執筆することになったため、これを機会に由利先生を再登場させるとともに本作を由利先生の最後の作品にしてみたらと思いついた。

## あらすじ
終戦後の困窮の中、三津木俊助は探偵小説の執筆依頼を受けたが、構想を決められずにいた。弱りきった三津木は由利麟太郎宅を訪れ、かつて二人が関わった事件を元にした小説を書く許しを求めた。由利から資料や助言を得た三津木は、「蝶々殺人事件」と題した探偵小説を書き始める。
時は1937年（昭和12年）10月19日、前日『蝶々夫人』の東京公演を終えた原さくら歌劇団一行は、大阪公演の初日を迎えるため、2組に分かれて大阪に移動した。歌劇団を主宰するソプラノ歌手の原さくらは夜行列車ではのどに良くないとの理由から、さくらの夫の原聡一郎とさくらの弟子でアルトの相良千恵子との2人が同行して、一足早く19日の午前中東京発の列車に乗って、その日の夜に大阪入りしホテルに泊まり、他のメンバーは19日の夜行列車に乗車して20日の朝に大阪着、ホテルにいったん入ったあと公演会場である中之島公会堂に集合する段取りだった。そのため、さくらのマネージャーの土屋恭三は18日の夜行列車で先発して大阪入りして、大阪でのホテルの手配や後援者への挨拶回りをしていた。
ところが、19日の夜8時に大阪に着いたさくらはホテルにチェックインした後、外出したまま行方をくらましてしまう。20日朝、第2班の一行が大阪に着き、その中には出発を遅らせた聡一郎もいた。土屋は聡一郎に事情を話して、とりあえず一行はホテルに入り、その後公演場所に向かった。2時から稽古を始める予定だが、1時50分になってもさくらは姿を見せず、そのときコントラバス担当の川田が、東京からチッキで送ったはずのコントラバスが届いていないと騒ぎ出した。荷物を受け取ってきた土屋の助手の雨宮順平とやり取りをしている最中に、楽屋の入口にコントラバスのケースが立てかけてあるのが見つかったので、さっそく楽屋に運び入れたが、ケースを受け取ろうとした川田が予想外の重さによろめき、受け止めそこなったケースが床に倒れた。川田があわててケースを開くと、中に入っていたのはコントラバスではなく、バラの花弁に覆われたさくらの死体であった。
さらにさくらのハンドバッグから真珠の首飾りが紛失しており、代わりに読めない楽譜が1枚入っていた。読めない楽譜にまつわる事件として、5月に流行歌手の藤本章二が読めない楽譜を握ったまま殺されている。藤本は、歌劇団一行のバリトン歌手、志賀笛人の元弟子であった。しかし、さくら殺しと藤本殺しとの関連は不明であった。
一方、相良を追及したところ、東京駅でテナーの小野竜彦からバラの花束を贈られた際に楽譜が落ち、その楽譜を読んださくらは急に品川駅で下車して東京に引き返したという。実は、大阪のホテルにチェックインしたのは、さくらの指示で彼女に変装した相良であった。
さくら殺害現場については福島の曙アパートの一室が浮かび上がった。タクシーの運転手がコントラバス・ケースを乗せたのがこのアパートで、その部屋にコントラバスが置いてあるのが見つかった。さらに破れた砂嚢が転がっており、砂がいっぱい散らばっていた。さくらは絞殺されたのだが、その前に鈍器で頭を殴られており、死体には砂がいっぱい付着していた。これらのことから、この部屋でさくらは砂嚢で殴られて昏倒したあと絞殺されて、死体はコントラバス・ケースに入れられて運び出されたものと思われた。
ところが、聡一郎から事件の依頼を受けて大阪に駆け付けた由利と新日報社の三津木が、大阪府警の浅原警部たちと曙アパートに向かうと、そこで新事実が判明する。さくらは19日の夜に殺害されたことが判明しているが、問題の砂嚢はアパートに備え付けのもので、20日の朝には部屋のドアの前にあったのである。さらに、別のタクシーの運転手が、三越百貨店横でトランクを乗せてこの部屋に運び込んだことも判明した。そのトランクも非常に重いものであったという。つまり、さくらの死体はトランクでこの部屋に運び込まれ、そこでコントラバス・ケースに詰め替えられた、そして転がっている砂嚢や散らばっている砂は、この部屋が殺害現場であると偽装するために使用されたものであったと思われた。
由利は、楽譜の暗号を「危険、途中より引き返し、愛宕下のアパートまで来たれ」と解読した。一方、品川駅で列車を降りたさくらは愛宕下のアパートに向かったものと思われた。さらに、20日の朝トランクを部屋に運び込んだタクシーの運転手が見つかり、その証言でトランクは大阪駅から運ばれたものであることが分かった。さらにチッキ係の控えを調べたところ、東京駅から受取人を土屋恭三として発送されていることも判明した。それで愛宕下のアパートを調べるために、由利と三津木は東京に戻った。
愛宕下のアパート「清風荘」の一室はさくらが本名の原清子名義で借りていたもので、由利たちと新日報社の三津木の同僚の五井が警視庁の等々力警部の案内で乗り込むと、そこで藤本章二の写真を見つける。同じ額縁の中には赤ん坊の写真も挟んであった。そこで、さくらは藤本の生みの母ではないかとの疑惑が生じた。そして、さくらが品川駅から引き返した証拠の品として、小野から贈られた花束から落ちたと思われるバラの花弁が見つかった。さらに、寝イスの下にはき寄せられたひとかたまりの砂の山を見つけるに及んで、この部屋が殺害現場に間違いないと思われた。
管理人と近隣の住人の証言で、さくらがその部屋を借りたのは藤本の死後の6月であること、その部屋にときどき若い男が出入りしていること、1度その男が玄関から出て行ったあとから小野がさくらを支えて出て行ったことがあることなどが判明した。さらにその若い男の服装は、上着の折り返しが色変わりになったフロックコートを着て細身のステッキをかいこんでおり、ソフト帽をまぶかにかぶり青めがねをかけ、マフラーで顔をかくしているというものであった。ところが五井がその男と1時間以上前に清風荘の前で出会ったという。
その話を聞くに及んで由利は三津木に、原さくら歌劇団の中でホテルからいなくなったものがいないか大至急調べるように言い、三津木がそれを調べさせるために社に電話すると、編集長から相良の姿が見えないこととともに、雨宮が殺されたことを聞かされた。知らせを聞いた由利と三津木は、再度大阪に急ぎ戻る。

## 登場人物
由利 麟太郎（ゆり りんたろう）
警視庁の元捜査課長。
三津木 俊助（みつぎ しゅんすけ）
新日報社の記者。
浅原警部（あさはら）
大阪府警の警部。
等々力警部（とどろき）
警視庁の警部。

### 原さくら歌劇団
原 さくら（はら さくら）
本名は原清子。主宰者でソプラノ歌手。
原 総一郎（はら そういちろう）
さくらの夫。資産家。
牧野 謙三（まきの けんぞう）
指揮者。
相良 千恵子（さがら ちえこ）
さくらの弟子。アルト歌手。
小野 龍彦（おの たつひこ）
テナー歌手。
志賀 笛人（しが てきじん）
バリトン歌手。
川田（かわた）
コントラバス奏者。
蓮見（はすみ）
トロンボーン奏者。
土屋 恭三（つちや きょうぞう）
マネージャー。
雨宮 順平（あまみや じゅんぺい）
アシスタント・マネージャー。

### その他
藤本 章二（ふじもと しょうじ）
志賀笛人の元弟子。5月に殺された流行歌手。
佐伯 淳吉（さえき じゅんきち）
洋画家。
五井（いつい）
新日報社の記者。

## 横溝正史による解説
横溝によると、1946年（昭和21年）3月初めから想を練り始め、4月15日に第一回を脱稿。完結編脱稿が1947年（昭和22年）2月10日のことで、約1年を費やした作品である。横溝はこれと並行して同じ探偵小説雑誌『宝石』の創刊号からやはり8回連載で『本陣殺人事件』を書いている。
横溝は戦後、「出来るだけ論理的な探偵小説を」と志向し、この二作でこれに取り組んだというが、「果して、自分が意気込んだほど、論理的な探偵小説になっているか、いささか自分としても心許ない」と吐露している。この小説は誌上で「犯人探しの懸賞付き」という趣向となったため、「自縄自縛におちいったかたちで、途中の苦しみはたいへんであった」という。ことに苦しんだのは枚数だった。『ロック』の山崎編集長の当初の申し込みは「一回四十枚、六回続き」というものだったが、「いくら書いていっても終わりにならないので、ついに予定より二回伸ばしてもらい、その二回だけで百八十枚という長さになってしまった」そうで、横溝は「近頃のような頁数の少い雑誌で、よくもここまでわがままを通させてくれたものだと、私はふかく山崎君に感謝している」と振り返っている。
横溝は当時岡山県の田舎に疎開していたが、1945年（昭和20年）の秋に石川淳一という同じ神戸出身の青年がこの村に復員してきた。石川青年は音楽学校声楽科の生徒で、一家が横溝の近所に疎開していたため、こちらへ復員してきたのだった。石川青年は以前より横溝小説のファンで、よく横溝の家に遊びに来ていた。
あるとき、この石川青年が「江戸川さんの小説に、死体をピアノの中へ隠すところがありますね。あれは小説としては面白いけれど、われわれ専門家から見ると、やはり変ですね。ピアノの中には絶対に人はかくせませんよ。」と言った。横溝はこれに、「それはそうでしょうけれど、読者は専門家ばかりじゃありませんから、一応面白ければそれでいいのじゃありませんか。作家というものは、同じ死体をかくすにしても、なるべく風変わりなものを狙うものです。トランクだの長持じゃ、読者がもう食傷していますからね。時に、音楽の方で、ピアノ以外に、何か面白い死体のかくし場所はありませんか。」と返したところ、石川青年はにわかに膝を乗り出し、「私は一度コントラバス・ケースに入ってみたことがあるんですが、きれいに立って入れるんです。探偵作家がどうしてあれを利用しないのか、やはりご存じないんでしょうね。」と答えるのだった。横溝はこの話を面白いとは思ったが、その時はまだ小説の材料にするとまでは思いつかなかったという。
それから間もなく、『ロック』の山崎編集長から6回ものの長編依頼があった。もともと小栗虫太郎が同誌第3号から新連載『悪霊』を執筆する予定であったのだが、1946年2月10日に小栗が急死したため、ピンチヒッターが必要になったからである。横溝はほかに同じ6回ものの『本陣』の連載を抱えていたので、よほど断ろうかと思ったが、依頼文に小栗虫太郎急逝に途方に暮れている、その穴埋めにぜひ書いてくれとの一句があり、これが横溝の胸を刺し貫いた。横溝は1933年（昭和8年）に、『新青年』7月号の締切間近に喀血して、小栗にこれを穴埋めしてもらっていたからであり、1941年（昭和16年）ごろにふたりでおでん屋で飲んだ時に、横溝は「今度お前さんが病気をするようなことがあったら、私がかわって書いてあげる」と小栗に約束していたのである。こういったいきさつで、横溝は「これはどうしても書かねばならぬ」と決心したという。
そこで横溝は件の石川青年に、「この間お話しのコントラバスのアイディヤ貰い受けたし、なお、いろいろ御教示にあずかりたいこともあるから、おひまの節御来訪賜りたい」とハガキを出して、クロフツの『樽』を読み返しながら筋のまとめにかかった。腹案がまとまってきたころに石川青年がやってきて、音楽上の助言を与えてくれた上に、ふと戦争中イタリヤの楽壇で『椿姫』を演じた時のエピソードを話してくれたので、これで筋を仕上げた横溝は山崎編集長に長編依頼受諾の返事を書いたという。
横溝は「そのときの私の気持ちでは小栗君の弔い合戦のつもりであった。それだけにがっちりとしたもの、堂々としたもの、そしてまた、戦後の自分の方針であるところの、論理的な本格ものを書きたかったのである。少くとも、小栗君のピンチヒッターとして恥ずかしくない程度のものにしたかったのである。」と、この作品における意気込みを語り、あわせて石川氏に賛辞を送っている。
連載中の評判は『本陣』のほうが良いと『ロック』の編集者からしばしば苦情を言われ、横溝は大いにくさらされたが、大映で映画化するかもしれないとの話があって俄然、編集者が張り切ったおかげで、横溝も気を取り直して、最後の回は一晩で120枚ほどを書きあげたという。

## 収録本
- 『蝶々殺人事件:他一篇』（日本探偵小説全集）、春陽堂書店、1953年
- 『横溝正史集』（探偵小説名作全集4）、河出書房、1956年5月
- 『蝶々殺人事件』（春陽文庫）、春陽堂書店、1959年12月
- 『蝶々殺人事件』（春陽文庫 横溝正史長編全集2）、春陽堂書店、1974年
- 『蝶々殺人事件』（春陽文庫 新装版）、春陽堂書店、1998年1月、ISBN 4-394-39531-3
- 『蝶々殺人事件』（角川文庫 緑304-9）、角川書店 、1973年8月、ISBN 4-04-130409-1
- 『蝶々殺人事件』（角川文庫 よ5-44）、KADOKAWA、2020年3月太字文、ISBN 978-4-04-109297-2
- 『本陣殺人事件』（横溝正史全集5）、講談社、1975年3月
- 『本陣殺人事件; 蝶々殺人事件』（横溝正史自選集1）、出版芸術社、2006年12月、ISBN 4-88293-308-X
- 『蝶々殺人事件』（由利・三津木探偵小説集成4）日下三蔵 = 編、柏書房、2019年2月、ISBN 978-4-7601-5054-0

## 映画
『蝶々失踪事件』（1947年12月23日公開）
大映製作・配給。久松静児監督、高岩肇脚本、江戸川乱歩構成補導。
横溝によれば、大映は当初、本作と並行して連載されていた『本陣殺人事件』の映画化を江戸川乱歩を通じて打診してきたが、『本陣』の連載完結後に中止を申し入れ、代わって本作の映画化を提案してきたという。また、題名が『蝶々失踪事件』に変更されたのは、GHQの干渉によるものという。

## テレビドラマ

### 1998年版
1998年12月5日にテレビ朝日の土曜ワイド劇場で『名探偵由利麟太郎 蝶々殺人事件』として映像化。
主要登場人物の氏名や属性の多くを原作から踏襲しており、コントラバスケース内の死体、楽譜の暗号、被害者の落下など原作の特徴的な状況もいくつか踏襲されている。しかし、被害者が原作と全く異なり、犯人は原作通りだが動機が異なり、犯行現場が東京か大阪か判らず関係者が大移動を重ねる設定が無いなど、ストーリー展開は原作から大きく変えている。
- 由利の現職は城南大学の講師、由利の助手である新聞記者（原作の三津木俊助）は三津木恵美という女性である。
- 原作の志賀笛人に代えて志賀亜弓という女性歌手が登場し、最初に殺害される。
- 原総一郎はさくらの夫であるだけでなく劇団のオーナーであり、2番目に殺害される。
- 原作の佐伯淳吉は先代プリマドンナ・佐伯麗子に代えられて事件以前に自殺している設定であり、麗子の親友だった森川久美子が登場する。

#### キャスト（1998年版）
- 由利麟太郎 - 石坂浩二
- 三津木恵美 - 奥山佳恵
- 原さくら - 余貴美子
- 相良千恵子 - 坂上香織
- 土屋恭三 - 高杉亘
- 牧野謙三 - 河原崎建三
- 森川久美子 - 大島蓉子
- 小野竜彦 - 宇崎慧
- 志賀亜弓 - 伊藤美奈子
- 原総一郎 - 団時朗
- 等々力警部 - 佐藤B作

#### スタッフ（1998年版）
- 原作 - 横溝正史
- プロデューサー - 松本基弘（テレビ朝日）、井口喜一（共同テレビ）
- 脚本 - 稲葉一広
- 音楽 - 大河内元規
- 企画協力 - 角川書店
- 監督 - 若松節朗
- 制作著作 - テレビ朝日、共同テレビ

### 2020年版
2020年6月16日から7月14日までカンテレ制作・フジテレビ系の「火曜21時枠」で放送された『探偵・由利麟太郎』（全5回）の第4話、第5話の「マーダー・バタフライ」前後編で映像化された。
シリーズ全体の設定として以下の変更がなされている。
- 原作の時代背景は戦前の昭和であるところを令和に置き換え、それに連動する形で種々の設定変更が行われている。
- 由利、三津木、等々力の活動拠点が東京から京都に変更されている。

本作に関しては、主なところでは以下のような変更がある。
- 東京から大阪への移動に際して事件が発生したのは原作通りだが、事件内容は関西地域内でほぼ完結している。原作では東京の愛宕下にある「清風荘」を京都の哲学の道近くに変更し、原作で福島にある「曙アパート」の役割の一部も負わせており、どちらが殺害現場か明らかでないという設定は無い。
- 「清風荘」調査のために由利が等々力を巻き込み、等々力は浅原への捜査協力で大阪の現場にも現れる。
- 相良は、犯人に真相を白状させようと関係者たちにさくらの亡霊に扮して姿を見せていたため、行方不明になっていた。
- 雨宮殺害は盗品移動の現場を目撃されたからではなく、総一郎を殺害しようとして誤認した結果。

#### キャスト（2020年版）
- 由利麟太郎 - 吉川晃司
- 三津木俊助 - 志尊淳
- 原さくら - 高岡早紀
- 原聡一郎 - 大鶴義丹
- 土屋恭蔵 - 鈴木一真
- 相良千恵子 - 吉谷彩子
- 小野竜彦 - 佐野岳
- 雨宮順平 - 水沢林太郎
- 川田良介 - 佐渡山順久
- 志賀笛人 - 水橋研二
- 藤本章二 - 池岡亮介
- 浅原警部 - 板尾創路
- 等々力警部 - 田辺誠一

#### スタッフ（2020年版）
- 原作 - 横溝正史
- 脚本 - 小林弘利
- 演出・プロデュース - 木村弥寿彦（カンテレ）
- プロデューサー - 萩原崇（カンテレ）、森井敦、福島一貴（東映京都撮影所）
- 制作著作 - カンテレ

### 他作品からの言及
- 横溝正史シリーズI・『獄門島』（1977年、TBS系列）

磯川警部が清水巡査に金田一耕助を紹介する場面において、金田一が解決した事件として原作では彼が登場しない『蝶々殺人事件』を挙げている（同シリーズでは『蝶々殺人事件』は未映像化）。
なお、『獄門島』の原作における相当する場面では、ここで『本陣殺人事件』の話をしていた。